# WME Awards para Melhor Música Mainstream
WME Awards para Música Mainstream é um prêmio dado desde 2019 anualmente no WME Awards, uma cerimônia estabelecida em 2017, que visa valorizar o trabalho de mulheres na música. A categoria foi criada através da ramificação do prêmio de Melhor Música, sendo dividida em Melhor Música Alternativa e Popular. Na primeira edição, a categoria foi apresentada como Melhor Música Popular, sendo renomeada no ano seguinte para o nome atual.

## Vencedoras e indicadas
| Ano  | Vencedor(a)                                                     | Indicados | Ref.  |
| ---- | --------------------------------------------------------------- | --- | ----- |

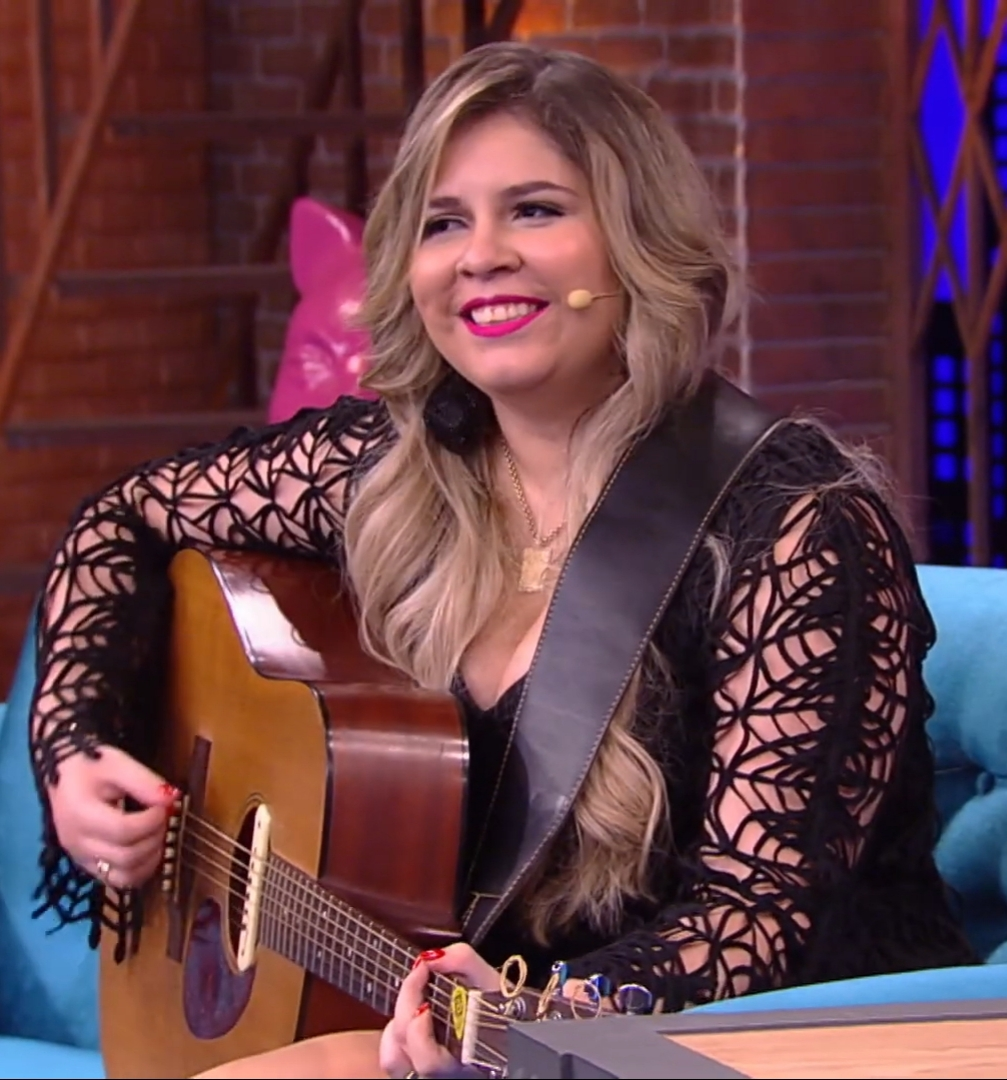
Vencedora em 2021 e 2022, Marília Mendonça

| 2019 | "Boa Menina" — Luísa Sonza                                      | - "Bebi Liguei" — Marília Mendonça - "Não Sou Obrigada" — Pocah - "Onda Diferente" — Anitta, Ludmilla e Snoop Dogg feat. Papatinho - "Para, Pensa e Volta" — Yasmin Santos                   | [ 1 ] |
| 2020 | "Braba" — Luísa Sonza                                           | - "Deve Ser Horrível Dormir Sem Mim" — Manu Gavassi e Gloria Groove - "Me Gusta" — Anitta feat. Cardi B e Myke Towers - "Menina Solta" — Giulia Be - "O Amor Que Tu Perdeu" — Mila e Jottapê | [ 2 ] |
| 2021 | "Troca de Calçada" — Marília Mendonça                           | - "Gueto" — Iza - "Não, Não Vou" — Mari Fernandez - "Penhasco" — Luísa Sonza - "Rainha da Favela" — Ludmilla                                                                                 | [ 3 ] |
| 2022 | "Esqueça-Me Se For Capaz" — Marília Mendonça e Maiara e Maraisa | - "Fé — Iza - "Maldivas" — Ludmilla - "Parada Louca" — Mari Fernandez feat. Marcynho Sensação - "Pipoco" — Ana Castela, Melody e DJ Chris no Beat                                            | [ 4 ] |
| 2023 | "Chico" — Luísa Sonza                                           | - "Erro Gostoso" — Simone Mendes - "Fé nas Maluca" — Iza feat. MC Carol - "Seu Brilho Sumiu" — Mari Fernandez e Israel & Rodolffo - "Sintomas de Prazer" — Ludmilla                          | [ 5 ] |
| 2024 | "Caju" — Liniker                                                | - "Daqui Pra Sempre" — Manu Bahtidão e Simone Mendes - "Macetando" — Ivete Sangalo e Ludmilla - "Maliciosa" — Ludmilla - "Sagrado Profano" — Luísa Sonza                                     | [ 6 ] |

## Estatísticas

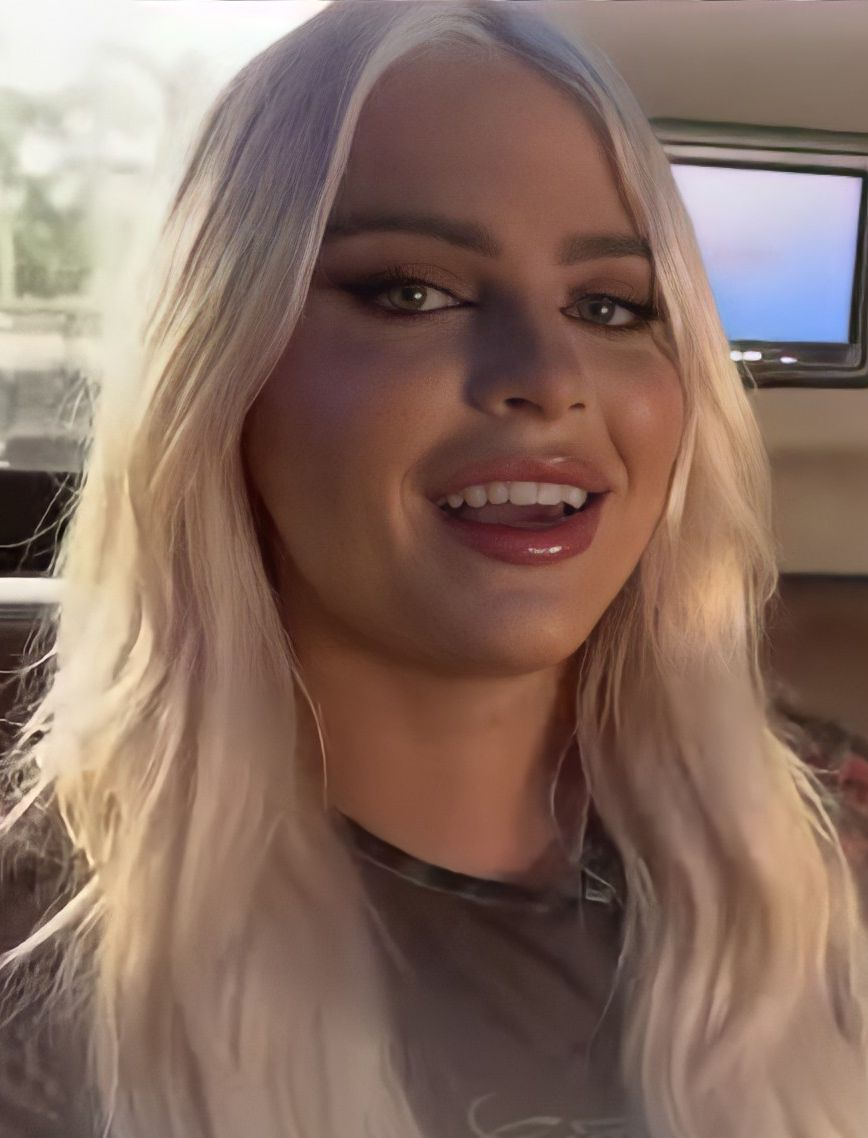
Luísa Sonza, maior vencedora.

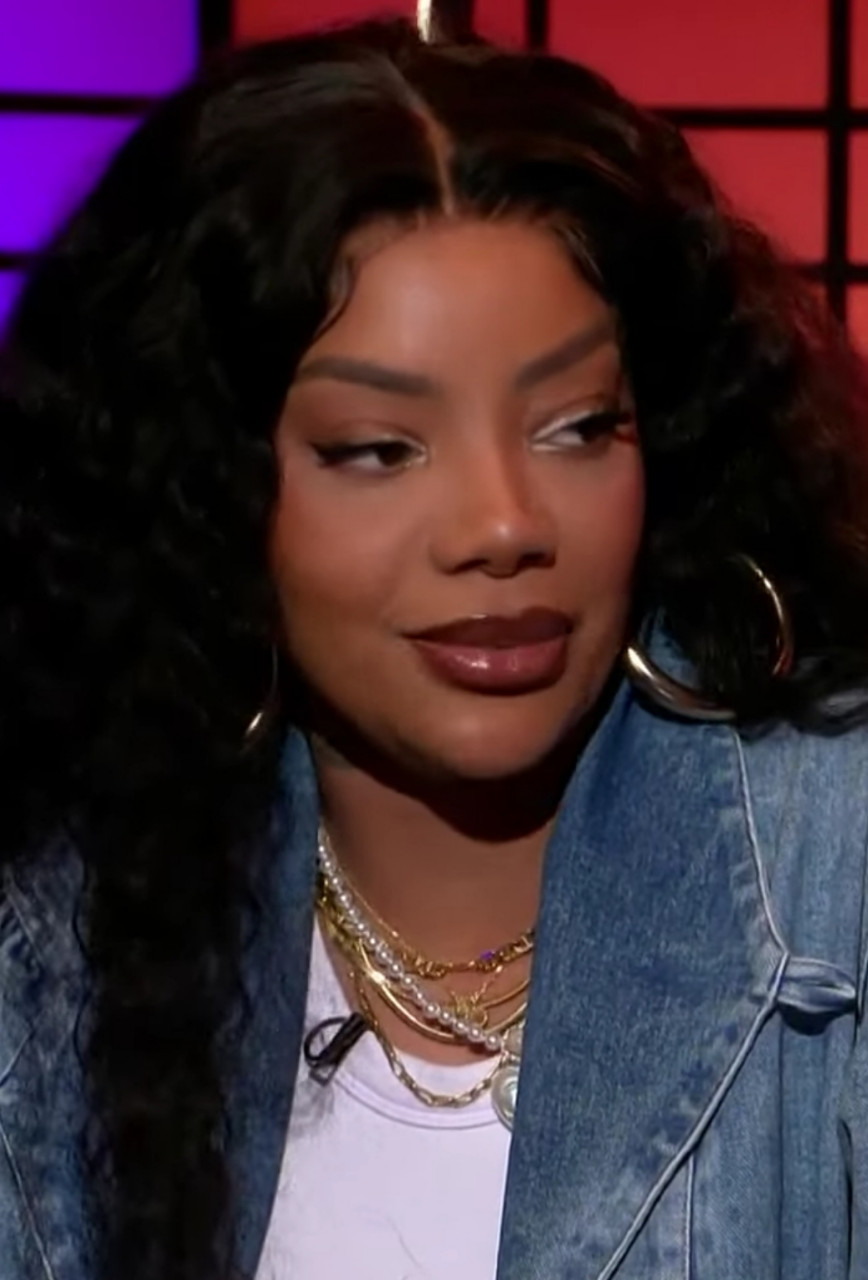
Ludmilla, mais indicada.

| Mais premiadas - Luísa Sonza — 3 - Marília Mendonça — 2 | Mais indicadas - Ludmilla — 6 - Luísa Sonza — 5 - Iza — 3 - Mari Fernandez — 3 - Marília Mendonça — 3 - Anitta — 2 - Simone Mendes — 2 |